# Lista de filmes portugueses de 1923
Lista de filmes portugueses de longa-metragem lançados comercialmente em Portugal em 1923, nas salas de cinema.
Notas: Na secção coprodução, passando o cursor sobre a bandeira aparecerá o nome do país correspondente.
| #  | Filme                        | Realização             | Género         | Estreia         | Coprodução |
| -- | ---------------------------- | ---------------------- | -------------- | --------------- | ---------- |
| 1  | O Castelo de Chocolate       | Arthur Duarte          | Comédia, drama | 27 de junho     | —          |
| 2  | Cláudia                      | Georges Pallu          | Comédia, drama | 25 de outubro   | —          |
| 3  | O Destino                    | Georges Pallu          | Drama          | 14 de fevereiro | —          |
| 4  | Os Lobos                     | Rino Lupo              | Drama          | 7 de junho      | —          |
| 5  | Lucros... Ilícitos           | Georges Pallu          | Comédia, drama | 6 de novembro   | —          |
| 6  | Mulheres da Beira            | Rino Lupo              | Drama          | 14 de janeiro   | —          |
| 7  | O Primo Basílio              | Georges Pallu          | Drama          | 16 de março     | —          |
| 8  | As Pupilas do Senhor Reitor  | Maurice Mariaud        | Drama          | 26 de junho     | —          |
| 9  | A Sereia de Pedra            | Roger Lion             | Drama          | 2 de abril      | França     |
| 10 | O Suicida da Boca do Inferno | Ernesto de Albuquerque | Drama          | 11 de junho     | —          |
| 11 | Tempestades da Vida          | Augusto Lacerda        | Drama          | 16 de fevereiro | —          |